# الیکند، کالپاجار
الیکند (ترکی آذربایجانی: Allykend) یک منطقهٔ مسکونی در جمهوری آرتساخ است که در استان شاهومیان واقع شده‌است.